# Brian Price (rugby à XV)
Pour les articles homonymes, voir Brian Price et Price.

a Compétitions nationales et continentales officielles uniquement.

b Matchs officiels uniquement.
Brian Price, né le 30 octobre 1937 à Deri (pays de Galles) et mort le 18 décembre 2023 à Caldicot (pays de Galles), est un joueur international gallois de rugby à XV, évoluant au poste de deuxième ligne. 
Il a joué trente-deux rencontres avec le XV du Poireau, dont sept en tant que capitaine

## Biographie
Brian Price dispute son premier test match le 11 mars 1961 contre l'équipe d'Irlande, et son dernier test match contre l'équipe d'Australie le 21 juin 1969. Il dispute également quatre test matches avec les Lions britanniques en 1966. En 1961, il évolue pour la première fois avec les Barbarians qui battent les Springboks. Il connaît dix sélections avec les Barbarians jusqu’en 1967. En 1963, il est le capitaine de Newport RFC pour une victoire historique 3-0 sur les All Blacks. Et en 1966 il fait partie de la tournée des Lions qui l'emportent sur les Australiens. Il a donc battu toutes les grandes nations du rugby à XV. Il dispute 262 matches avec Newport entre 1959 et 1969. En fin de carrière, il part jouer en France avec le RC Vichy.
Il meurt le 18 décembre 2023 à l'âge de 86 ans dans la ville de Caldicot,.

## Palmarès
- Vainqueur du Tournoi des Cinq Nations en 1964, 1965, 1966 et 1969.

## Statistiques

### En équipe nationale
- 32 sélections (+1 non officielle)
- Sélections par année : 2 en 1961, 2 en 1962, 4 en 1963, 5 en 1964, 4 en 1965, 5 en 1966, 4 en 1967, 6 en 1969
- Tournois des Cinq Nations disputés :  1961, 1962, 1963, 1964, 1965, 1966, 1967, 1969.

### Avec les Lions britanniques
- 4 sélections en 1966.